# Жулув
Жулув (пол. Żułów) — село в Польщі, у гміні Красничин Красноставського повіту Люблінського воєводства.
У 1975-1998 роках село належало до Холмського воєводства.